# Serge Oukrainsky
Serge Oukrainsky, né Leonide Orlay de Carva le 2 décembre 1885 à Odessa, dans l'Empire russe, et mort le 1er novembre 1972 à Los Angeles, est un danseur américain et directeur du Chicago Opera Ballet jusqu'en 1927.

## Biographie
Serge Oukrainsky fait ses études à Paris et commence sa carrière sur scène en 1911 en tant que mime au théâtre du Châtelet. Il arrive aux États-Unis deux ans plus tard avec la compagnie d'Anna Pavlova , et reste avec cette troupe en tant que soliste et partenaire de Pavlova jusqu'en 1915.
Il s'installe à Chicago. Il est premier danseur, et directeur du Chicago Opera Ballet jusqu'en 1927. Parallèlement, avec Andreas Pavley , ils fondent la Pavley-Oukrainsky School of Ballet, qui s'affilie à l'opéra de Chicago  sous la direction artistique de Mary Garden.
Le ballet Pavley-Oukrainsky fait de nombreuses tournées aux États-Unis, au Mexique, à Cuba et en Amérique du Sud. En 1925 Madame Rasimi, en tournée en Amérique du sud, engage le ballet Pavley-Oukrainsky pour venir danser à Paris,.
Après la mort de Pavley, en 1931, il fonde le Serge Oukrainsky Ballet.
En 1927, Oukrainsky s'installe en Californie et y reste jusqu'en 1931.
Serge Oukrainsky succède à Adolph Bolm en 1937, comme maitre de ballet du San Francisco Ballet puis de Los Angeles. Il est le chorégraphe du Hollywood Bowl et de plusieurs films ; en 1934, il enseigne le ballet à Hollywood. Il était en semi-retraite depuis plusieurs années lorsque Oukrainsky meurt des suites d'une longue maladie le 1er novembre 1972 au Hollywood Presbyterian Hospital. Il est  enterré au Hollywood Forever Cemetery.